# Marte Mapu
Marte-Myles Mapu (Hawthorne, 8 novembre 1999) è un giocatore di football americano statunitense che milita nel ruolo di linebacker per i New England Patriots della National Football League (NFL).

## Carriera

### New England Patriots
Al college Mapu giocò a football alla Sacramento State University, venendo premiato come miglior difensore della Big Sky Conference nel 2022. Fu scelto nel corso del terzo giro (76º assoluto) del Draft NFL 2023 dai New England Patriots. Debuttò come professionista subentrando nella gara del primo turno contro i Philadelphia Eagles mettendo a segno due tackle. La sua stagione da rookie si chiuse con 18 placcaggi, un intercetto e un fumble forzato disputando tutte le 17 partite, di cui una come titolare.